# Isack Aloyce Kamwelwe
 (janvier 2025).
Isack Aloyce Kamwelwe, né le 30 avril 1956, est un homme politique tanzanien. Il est membre du parti politique Chama Cha Mapinduzi en Tanzanie.

## Biographie
Isack Aloyce Kamwelwe est né le 30 avril 1956. En 2015, il a été élu député représentant la région de Katavi en Tanzanie. De juillet 2018 à juin 2020, il a été ministre des Transports du gouvernement tanzanien,.